# Herrerasauridae
Hererasauridae („Herrerovi ještěři“, zástupci = „hererasauridi“) je evolučně prastará větev dinosaurů, která nejspíš patří k plazopánvým dinosaurům. Tito menší až středně velcí dravci (délka zhruba 2 až 6 metrů) patří mezi nejstarší a vývojově nejprimitivnější známé dinosaury vůbec.

## Charakteristika

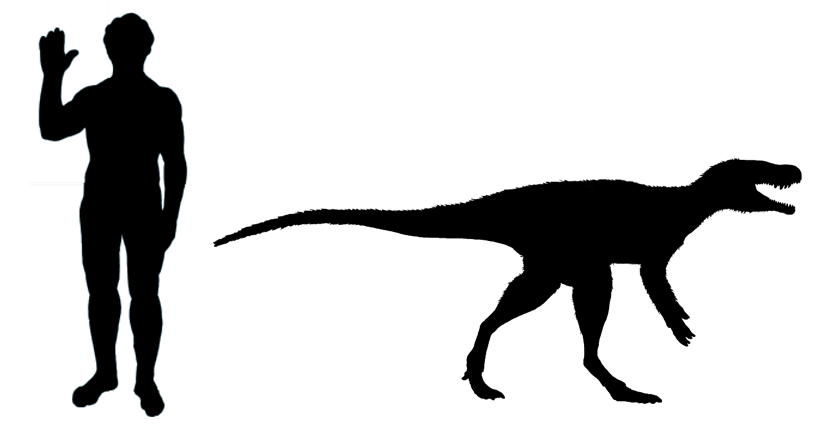
Velikostní porovnání člověka a dospělého jedince rodu Chindesaurus.

Nejstarší zástupci této čeledi se prokazatelně objevují již v období před 233,2 miliony let (v raném svrchním triasu, geologický věk karn). Byli to malí až středně velcí dravci, kteří zcela vyhynuli před koncem triasu, asi před 210 miliony let. Poprvé byly jejich fosilie objeveny v 60. letech 20. století v Jižní Americe a nejlepší fosilní nálezy zástupců této skupiny v současnosti pocházejí z území států Argentina a Brazílie. Nejznámějším zástupcem je samotný druh Herrerasaurus ischigualastensis, jehož téměř kompletní fosilní kostry dnes známe zejména z argentinského souvrství Ischigualasto o stáří kolem 231,4 milionu let. Fosilie zástupců čeledi však byly objeveny také na jihu Severní Ameriky a zřejmě i v Evropě (například na území Polska).

## Systematika

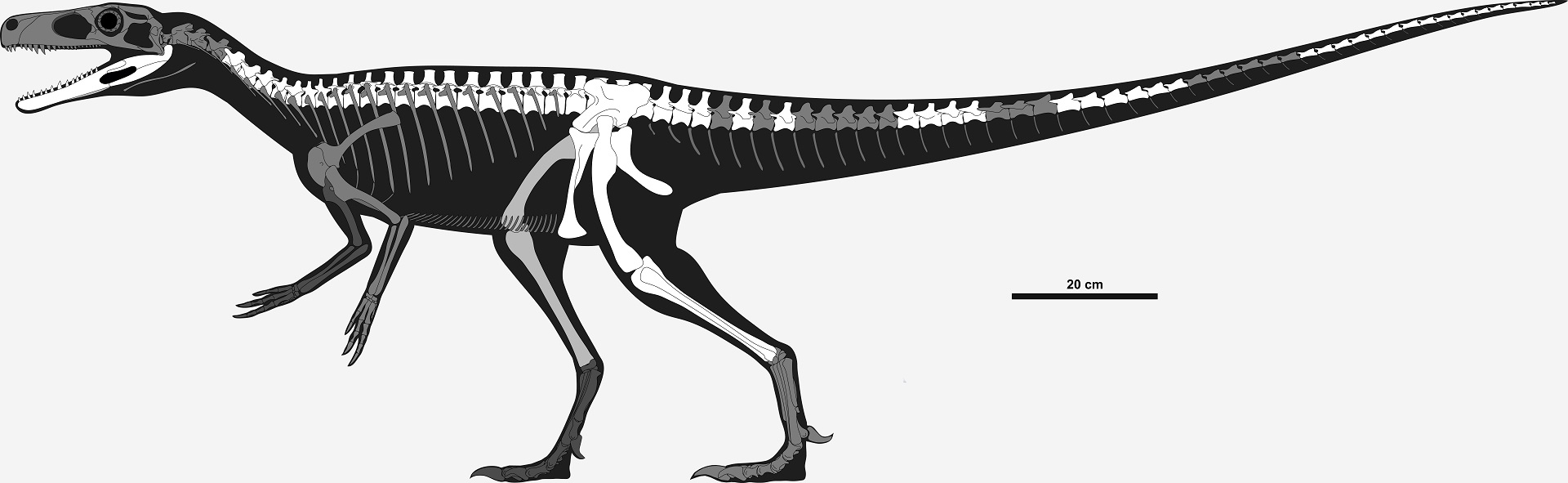
Kosterní diagram rodu Staurikosaurus.

Herrerasauridi jsou jednou z nejstarších skupin dinosaurů a pravděpodobně neměli vývojové pokračování, tj. nedali vzniknout žádné pokročilejší dinosauří linii. Některé jejich anatomické znaky na lebce a končetinách jsou velmi primitivní a mozaikovité, i přes to svou morfologií výrazně připomínají teropody a bývali proto řazeni na bázi Saurischia. Takovouto příbuznost však nejnovější studie odmítají a ukazuje se, že čeleď nejspíš tvoří sesterský taxon k Sauropodomorpha. Aktuální pohled na fylogenezi dinosaurů včetně zařazení Herrerasaridae nabízí toto schéma:
- Dinosauria – dinosauři
  - Ornithoscelida – ornitoscelidi
    - Theropoda – teropodi
    - Ornithischia – ptakopánví

  - Saurischia – plazopánví (v upravené podobě)
    - Sauropodomorpha – sauropodomorfové
    - Herrerasauridae – hererasauridi

V současnosti je do čeledi Herrerasauridae řazeno celkem šest vědecky platných (validních) rodů dinosaurů s teropodní morfologií. Některé fosilní objevy patrně zcela nových taxonů zatím nebyly pojmenovány nebo formálně popsány.

## Taxonomie
- Řád: Saurischia
  - Podřád Herrerasauria
    - Čeleď Herrerasauridae
      -  ?Caseosaurus
      - Chindesaurus
      - Gnathovorax
      - Herrerasaurus
      - Maleriraptor
      - Sanjuansaurus
      - Staurikosaurus (pod tento rod zřejmě spadá i Teyuwasu)[9]